# 杜比夫斯基
48°4′56″N 39°9′25″E / 48.08222°N 39.15694°E
杜比夫斯基（烏克蘭語：Дубівський）是位於烏克蘭東部的市級鎮，由盧甘斯克州羅韋尼基區的安特拉齊特市鎮負責管轄。該鎮始建於1946年，面積2平方公里，海拔高度229米，2011年人口4,074，人口密度每平方公里2,037人。